# نوازش قلبت
نوازش قلبت (انگلیسی: Touch Your Heart; کره‌ای: 진심이 닿다; لاتین‌نویسی اصلاح‌شده: Jinsim-i Data) یک مجموعهٔ تلویزیونی کره جنوبی سال ۲۰۱۹ با بازی یو این-نا و لی دونگ-ووک است. این مجموعه توسط استودیو دراگون توسعه یافته‌است و به‌طور مشترک توسط مگا مانستر و زیوم کانتنت بر اساس رمان اینترنتی به همین نام منتشر شده در کاکائوپیج در سال ۲۰۱۶، تولید شد. این مجموعه از ۶ فوریه تا ۲۸ مارس ۲۰۱۹ از تی‌وی‌ان برای ۱۶ قسمت پخش شد.

## بازیگران

### بازیگران اصلی
- یو این-نا در نقش اوه جین-شیم / اوه یون-سو (نام هنری)

یک تاپ استار که پس از درگیر شدن در رسوایی مواد مخدر با یک چه‌بول نسل سوم، شهرتش را از دست می‌دهد. او برای کامبک از طریق ایفای نقش در پروژهٔ یک نویسندهٔ معروف، با ظاهر شدن به عنوان منشی جونگ-روک تجربه‌ای در زمینهٔ حقوق به دست می‌آورد.
- لی دونگ-ووک در نقش کوان جونگ-روک

یک وکیل نخبهٔ معتاد به کار که همیشه در پرونده‌هایش برنده می‌شود و عمیقاً به شهرت شرکت خود اهمیت می‌دهد.
- لی سانگ-وو در نقش کیم سه-وون

بهترین دوست جونگ-روک که یک دادستان نخبه است.
- سون سونگ-یون در نقش یو یو-روم

یک دادستان که روی جونگ-روک کراش دارد. او و سه-وون در مدرسه همدیگر را ملاقات کرده‌اند اما سه-وون قلب او را شکسته‌است.

## تولید
- بازیگران نقش‌های اصلی یو این-نا و لی دونگ-ووک در مجموعهٔ سال ۲۰۱۶، گابلین همکاری کرده بودند.[۹]
- بازیگر نقش اصلی مرد در ابتدا به جونگ کیونگ هو پیشنهاد داده شده بود.[۱۶]
- اولین جلسهٔ فیلم‌نامه خوانی در ۲۷ نوامبر ۲۰۱۸ در ادارهٔ استودیو دراگون در سانگام-دونگ سئول انجام شد و فیلم‌برداری در همین ماه آغاز شد.[۱۷][۱۸]
- بازیگر شین دونگ-ووک در ابتدا برای نقش کیم سه-وون انتخاب شده بود اما به خاطر جنجال‌هایی که پیش آمد،[۱۹] بازیگر لی سانگ-وو جایگزین او شد.[۲۰]